# Aleksander Bednarz
Aleksander Bednarz (ur. 6 stycznia 1941 w Drohobyczu, zm. 27 stycznia 2013 w Warszawie) – polski aktor teatralny, filmowy, telewizyjny i dubbingowy, reżyser teatralny.

## Życiorys
W 1962 ukończył Państwową Wyższą Szkołę Teatralną im. Ludwika Solskiego w Krakowie. 11 marca tegoż roku zadebiutował w teatrze.
Zmarł 27 stycznia 2013 w Warszawie. Pogrzeb aktora odbył się 1 lutego 2013 w Łodzi, spoczął w alei zasłużonych cmentarza na Dołach.

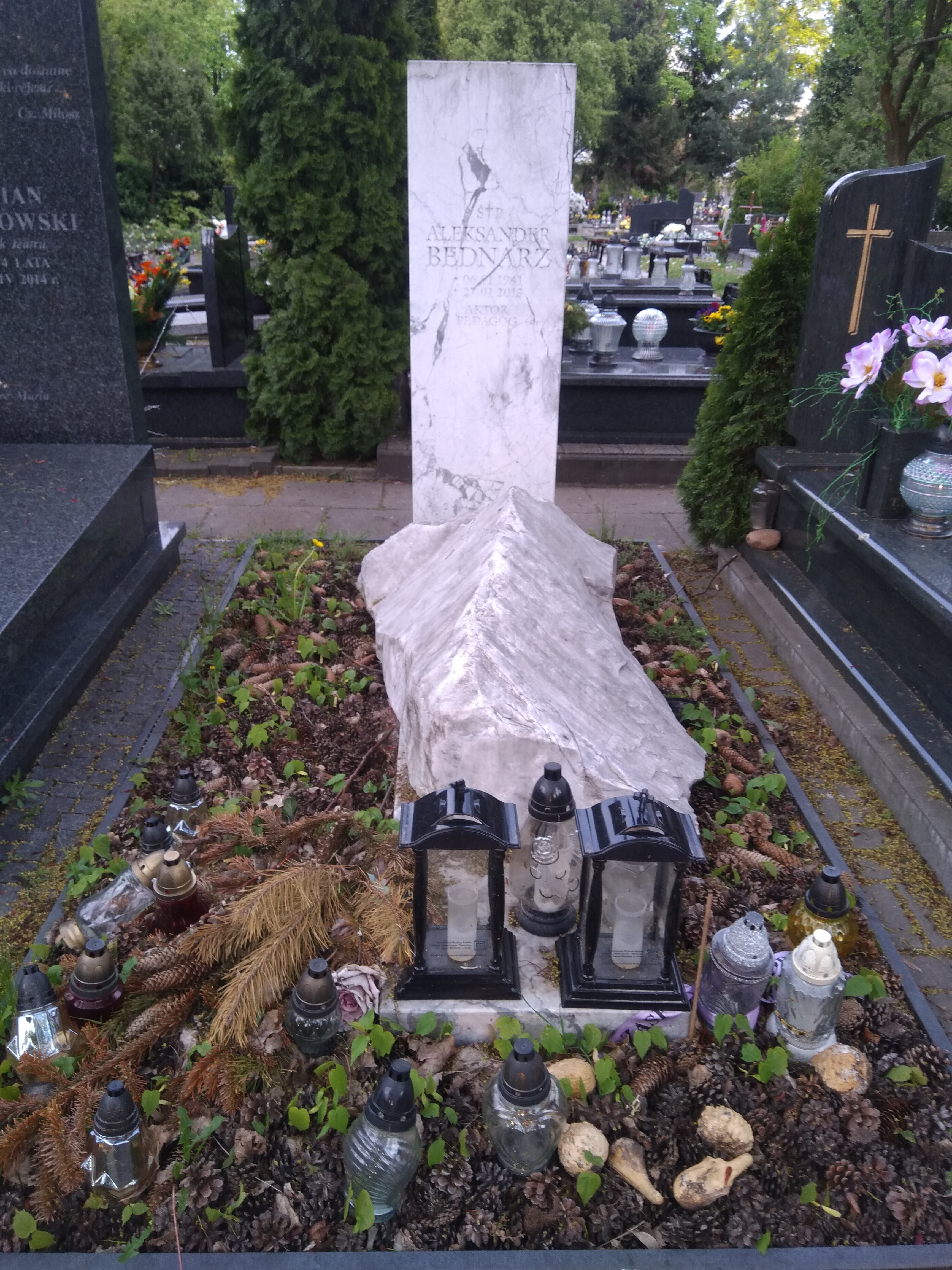
Grób aktora Aleksandra Bednarza na cmentarzu komunalnym na Dołach w Łodzi

## Życie prywatne
Jego żoną była o 20 lat młodsza Agnieszka Kowalska-Bednarz.

## Teatr

### Miejsca pracy
- Teatr im. L. Solskiego w Tarnowie (1962–1964)
- Teatr Śląski im. S. Wyspiańskiego w Katowicach (1964–1965)
- Stary Teatr im. Heleny Modrzejewskiej w Krakowie (1965–1969)
- Teatr Ludowy w Krakowie (1969–1981)
- Teatr Bagatela w Krakowie (1981–1984)
- Teatr im. J. Słowackiego w Krakowie (1984–1987)
- Teatr Nowy w Zabrzu (1987–1989)
- Teatr im. S. Jaracza w Łodzi (1989–2013)

### Spektakle teatralne (wybór)

#### Role
- 1962: Pan Puntila i jego sługa Matti, jako Matti (reż. Lidia Zamkow)
- 1962: W pustyni i w puszczy, jako Staś (reż. Jolanta Ziemińska)
- 1962: Elektra (reż. Mieczysław Górkiewicz)
- 1963: Kartoteka, jako starzec I (reż. Marian Sienkiewicz)
- 1963: Nie igra się z miłością, jako Oktaw (reż. J. Ziemińska)
- 1963: Wszystko dobre, co się dobrze kończy, jako Bertram (reż. Jerzy Jarocki)
- 1963: Asystent, jako Asystent (reż. Kazimierz Barnaś)
- 1963: Peer Gynt, jako Peer Gynt (reż. L. Zamkow)
- 1964: Lalka, jako Ochocki (reż. zespołowa)
- 1964: Wesele, jako Poeta (reż. Józef Gruda)
- 1965: Maria Stuart, jako Botwel (reż. Roman Zawistowski)
- 1965: Nie-Boska komedia, jako Leonard (reż. Konrad Swinarski)
- 1966: Happy end, jako Bill (reż. Zygmunt Hübner)
- 1966: Woyzeck, jako Student (reż. K. Swinarski)
- 1967: Oni, jako Hr. Chraposkrzecki (reż. Józef Szajna)
- 1967: Taniec śmierci, jako Allan (reż. Bohdan Hussakowski)
- 1967: Fantazy, jako Jan (reż. K. Swinarski)
- 1968: Pastorałka, jako Adam (reż. Alojzy Nowak)
- 1970: Czajka, jako Borys Aleksiejewicz Trigorin (reż. Irena Byrska)
- 1970: Fircyk w zalotach, jako Aryst (reż. Irena Babel)
- 1970: Kordian, jako Wielki Książę (reż. I. Babel)
- 1970: Krakowiacy i Górale, jako Góral I (reż. Jan Skotnicki)
- 1971: Dwa teatry, jako Andrzej (reż. Waldemar Krygier)
- 1972: Idiota, jako Parfien Siemionycz (reż. W. Krygier)
- 1972: Don Juan, jako Don Juan (reż. zespołowa)
- 1973: A jak królem, a jak katem będziesz, jako Stach (reż. Matylda Krygier)
- 1974: Car Fiodor, jako Car Fiodor (reż. W. Krygier)
- 1976: Krawcy szczęścia, jako Minister Chwalebnych Czynów (reż. Tadeusz Kwinta)
- 1976: Nasza patetyczna, jako Równiak (reż. Ryszard Filipski)
- 1978: Bolesław Śmiały, jako Poeta (reż. Włodzimierz Nurkowski)
- 1981: Ksiądz Marek, jako Suwarow (reż. A. Bednarz)
- 1982: Burza, jako Prospero (reż. W. Nurkowski)
- 1982: Nie-Boska komedia, jako Pankracy (reż. W. Nurkowski)
- 1983: Horsztyński, jako Szymon Kossakowski (reż. W. Nurkowski)
- 1988: Krótki film o zabijaniu, jako kat (reż. K. Kieślowski)
- 1989: Wilki w nocy, jako prezydent sądu (reż. Maciej Prus)
- 1991: Ułani, jako Graf Feldmarszał (reż. Andrzej Zaorski)
- 1991: Mechaniczna pomarańcza, jako Kurator (reż. Feliks Falk)
- 1992: Droga do Mekki, jako Marius (reż. Tadeusz Junak)
- 1993: Zbrodnia i kara, jako Łużyn (reż. Leszek Wosiewicz)
- 1993: Dybuk, jako Meszułach (reż. Waldemar Zawodziński)
- 1993: Wesele Figara, jako hrabia Almawiwa (reż. Anna Augustynowicz)
- 1994: Lekcja, jako profesor (reż. Michał Pawlicki)
- 1998: Brand, jako Brand (reż. Marcin Jarnuszkiewicz)
- 2000: Miłość na Madagaskarze, jako dyrektor hotelu (reż. Zbigniew Brzoza)
- 2001: Bachantki, jako Kadmos (reż. Krzysztof Warlikowski)
- 2002: Amadeus, jako baron van Swieten (reż. Z. Brzoza)
- 2002: Dowcip, jako dr Harvey Kelekian (reż. Magdalena Łazarkiewicz)
- 2003: Mewa, jako Piotr Sorin (reż. Z. Brzoza)
- 2003: Tragiczna historia dra Fausta, jako 	Faust stary (reż. W. Zawodziński)
- 2004: Intryga i miłość, jako Miller (reż. W. Zawodziński)
- 2006: Trzy siostry, jako Czebutykin (reż. Natasha Parry, Krystyna Janda)
- 2007: Wyzwolenie, jako Stary Aktor (reż. W. Zawodziński)
- 2008: Pantaleon i wizytantki, jako Ciupelek; Generał Roger Scavino (reż. Paweł Aigner-Piotrowski)

### Spektakle Teatru Telewizji
- 1985: Intryga i miłość, jako prezydent (reż. W. Nurkowski)
- 1987: W małym domku, jako sędzia (reż. W. Nurkowski)
- 1988: Tamten, jako Korniłow (reż. M. Prus)
- 1992: Blitwo, ojczyzno moja, jako Reykjavis (reż. Bogdan Hussakowski)
- 1994: Karol, jako Wnuk (reż. Andrzej Bednarek)
- 1996: Don Carlos, jako ojciec Domingo (reż. Laco Adamik)
- 2006: Więź, jako strażnik (reż. Z. Brzoza)
- 2008: Mord założycielski, jako Teodor Duracz „Profesor” (reż. Jacek Raginis)

### Prace reżyserskie
- 1967: Trojanki – asystent reżysera (reż. B. Hussakowski)
- 1971: Dzień dobry, Mario – reżyseria
- 1973: Ślub nr... – asystent reżysera (reż. M. Krygier)
- 1973: Wesele (aut. Michaił Zoszczenko) – asystent reżysera (reż. M. Krygier)
- 1973: Wesele u drobnomieszczan – asystent reżysera (reż. M. Krygier)
- 1973: Zaczarowane kwiaty – reżyseria
- 1977: Placówka – reżyseria i adaptacja
- 1977: Ostatni – reżyseria
- 1978: Miejsce akcji – reżyseria
- 1979: Konrad Wallenrod – reżyseria
- 1981: Ksiądz Marek – reżyseria
- 1983: Jonasz – reżyseria, opracowanie dramaturgiczne
- 1988: Horsztyński – współpraca reżyserska (reż. W. Nurkowski)

## Filmografia
- 1964: Beata, jako oficer milicji
- 1964: Koniec naszego świata, jako więzień Oświęcimia
- 1970: Znicz olimpijski, jako oficer niemiecki
- 1971: Perła w koronie
- 1971: Bolesław Śmiały
- 1976: Dagny, jako uczestnik libacji w krakowskiej kawiarni
- 1978: Wysokie loty, jako kolega Matusiaka na przyjęciu
- 1980: Zamach stanu, jako współwięzień Witosa
- 1984: Trapez, jako prezes Broński, organizator kursu
- 1987: Krótki film o zabijaniu, jako kat
- 1989: 300 mil do nieba, jako nauczyciel
- 1989: Gdańsk 39, jako minister Chodacki, komisarz generalny RP w Gdańsku
- 1989: Ostatni dzwonek, jako profesor Jakubowski
- 1989: Ostatni prom, jako Stefan
- 1990: Europa, Europa, jako Niemiec w tramwaju przejeżdżającym przez łódzkie getto
- 1990: Ucieczka z kina „Wolność”, jako Edward
- 1991: Cynga, jako chory psychicznie zesłaniec w szpitalu psychiatrycznym
- 1991: Marie Curie (Marie Curie, une femme honorable), jako uczestnik zebrania
- 1992: Psy, jako major Bień
- 1992: Szwadron, jako rządca Petersigle
- 1994: Tu stoję..., jako Aleksander Jabłoński, były pułkownik Komendy Głównej MO
- 1994: Psy 2. Ostatnia krew, jako major Bień
- 1995: Matki, żony i kochanki, jako Tadeusz Zarychta, ojciec Wiktorii
- 1996: Spóźniona podróż, jako pracownik hotelu
- 1996: Klan, jako profesor J. Majewski, onkolog zajmujący się chorą na raka piersi Krystyną
- 1997: 13 posterunek, jako biskup
- 1998: Historia kina w Popielawach, jako profesor
- 1998: Matki, żony i kochanki II, jako Tadeusz Zarychta, ojciec Wiktorii
- 1999: Bratobójstwo
- 2000: Marszałek Piłsudski, jako generał Juliusz Malczewski
- 2001: Wiedźmin, jako druid Myszowór
- 2002: Wolny przejazd (Libre circulation), jako Serczyński
- 2002: Dzień świra, jako sąsiad z dołu słuchający Chopina
- 2002: Kariera Nikosia Dyzmy, jako urzędnik nadający zwolnienie z podatku VAT
- 2002: Na Wspólnej, jako ojciec Beaty
- 2003: Psie serce (film pt. Fila), jako dziekan
- 2004: Roomservice, jako kierownik sali
- 2005: Sprawa na dziś, jako komendant policji
- 2005: Klinika samotnych serc, jako Jerzy Staruga
- 2005: Magda M., jako mecenas Rolewski
- 2006: Kto nigdy nie żył..., jako ojciec Leon
- 2006: Nadzieja, jako portier sądowy
- 2006: Kryminalni. Misja śląska, jako grafolog
- 2006–2007: Kryminalni, jako grafolog
- 2007: Wszystko będzie dobrze, jako dyrektor szkoły
- 2007: Odwróceni, jako prokurator
- 2007: Na dobre i na złe, jako aktor Adam Hanisz
- 2008: Stary człowiek i pies, jako rektor prywatnej szkoły filmowej
- 2008–2009: Teraz albo nigdy!, jako Zbigniew, kierownik apteki, teść Artura Welczyka
- 2009: Naznaczony, jako biegły (odc. 7)
- 2010: Różyczka, jako prorektor Uniwersytetu Warszawskiego
- 2010: Nie ten człowiek, jako emeryt
- 2012: Prawo Agaty, jako sędzia Kozłowski (odc. 3 i 8)

## Dubbing
- 1990–1994: Super Baloo, jako Shere Kahn (DVD)
- 1991: Piękna i Bestia, jako Kucharz
- 1998: Mulan, jako pierwszy przodek
- 2001: Potwory i spółka, jako Moczyknur
- 2002: Księżniczka na ziarnku grochu, jako ojciec
- 2004–2006: Liga Sprawiedliwych bez granic
- 2004: Mulan II, jako Przodek
- 2005: Bionicle 3: W sieci mroku, jako Sidorak
- 2006: Zawiadowca Ernie, jako Paryż
- 2006: Ciekawski George, jako Bloomsberry
- 2006: Karol. Papież, który pozostał człowiekiem, jako Imam
- 2007: Ratatuj, jako Anton Ego
- 2009: Królewna Śnieżka i siedmiu krasnoludków, jako Duch zaklęty w zwierciadle
- 2009: Prawdziwa historia Kota w Butach, jako stary młynarz
- 2009: Opowieść wigilijna, jako Marley
- 2009: Renifer Niko ratuje święta, jako Święty Mikołaj
- 2010: Alicja w Krainie Czarów, jako lord Ascot
- 2010: Ciekawski George 2, jako Bloomsberry
- 2011: Jednostka przygotowawcza: Aniołki kontra Ancymony, jako Mikołaj
- 2012: Renifer Niko ratuje brata, jako Święty Mikołaj
- 2012: Hobbit: Niezwykła podróż, jako Saruman

## Odznaczenia i nagrody
- Krzyż Kawalerski Orderu Odrodzenia Polski[3] – wręczony przy okazji obchodów 110-lecia Teatru im. Stefana Jaracza w Łodzi (23 września 1999)[4]
- Zasłużony dla Kultury Polskiej (2009)
- Złota Odznaka za zasługi dla Krakowa (1975)
- Nagroda na XXXVII Kaliskich Spotkaniach Teatralnych w Kaliszu za rolę w spektaklu Pan Paweł w Teatrze im. Stefana Jaracza w Łodzi (1997)
- Nagroda wojewody łódzkiego (1997)